# 최성은 (가수)
최성은(1985년 1월 2일 ~)은 대한민국의 가수다. 2014년 싱글 [살아야지]로 데뷔했다.

## 방송
- 보이스 코리아 2 (2013) - Top28
- 보이스퀸 (2019) - Top7
- 라스트 싱어 (2020) - Top20(6위)

## 공연
- 당신이 바로 <보이스퀸> 전국투어 콘서트 (2020)